# Badusa
Badusa là một chi thực vật có hoa thuộc họ Thiến thảo. Chi này được Asa Gray mô tả khoa học năm 1860. Chi này gồm những loài bản địa của Philippines (Palawan), New Guinea, và một số đảo ở Tây Thái Bình Dương (quần đảo Solomon, Fiji, Santa Cruz, Tonga, Vanuatu, và Palau).

## Loài
- Badusa corymbifera A.Gray - New Guinea, Quần đảo Solomon, Fiji, Santa Cruz, Tonga, Vanuatu
  - Badusa corymbifera subsp. biakensis Ridsdale[3] - New Guinea
  - Badusa corymbifera subsp. corymbifera - Quần đảo Solomon, Fiji, Santa Cruz, Tonga, Vanuatu
- Badusa palauensis Valeton[4] - Palau (Micronesia)
- Badusa palawanensis Ridsdale[5] - Palawan (Philippines)